# アラゴン川 (タホ川水系)
アラゴン川（アラゴンがわ、スペイン語: Río Alagón）は、スペイン・カスティーリャ・イ・レオン州とエストレマドゥーラ州を流れる河川。タホ川の支流である。流路長は205km。

## 地理

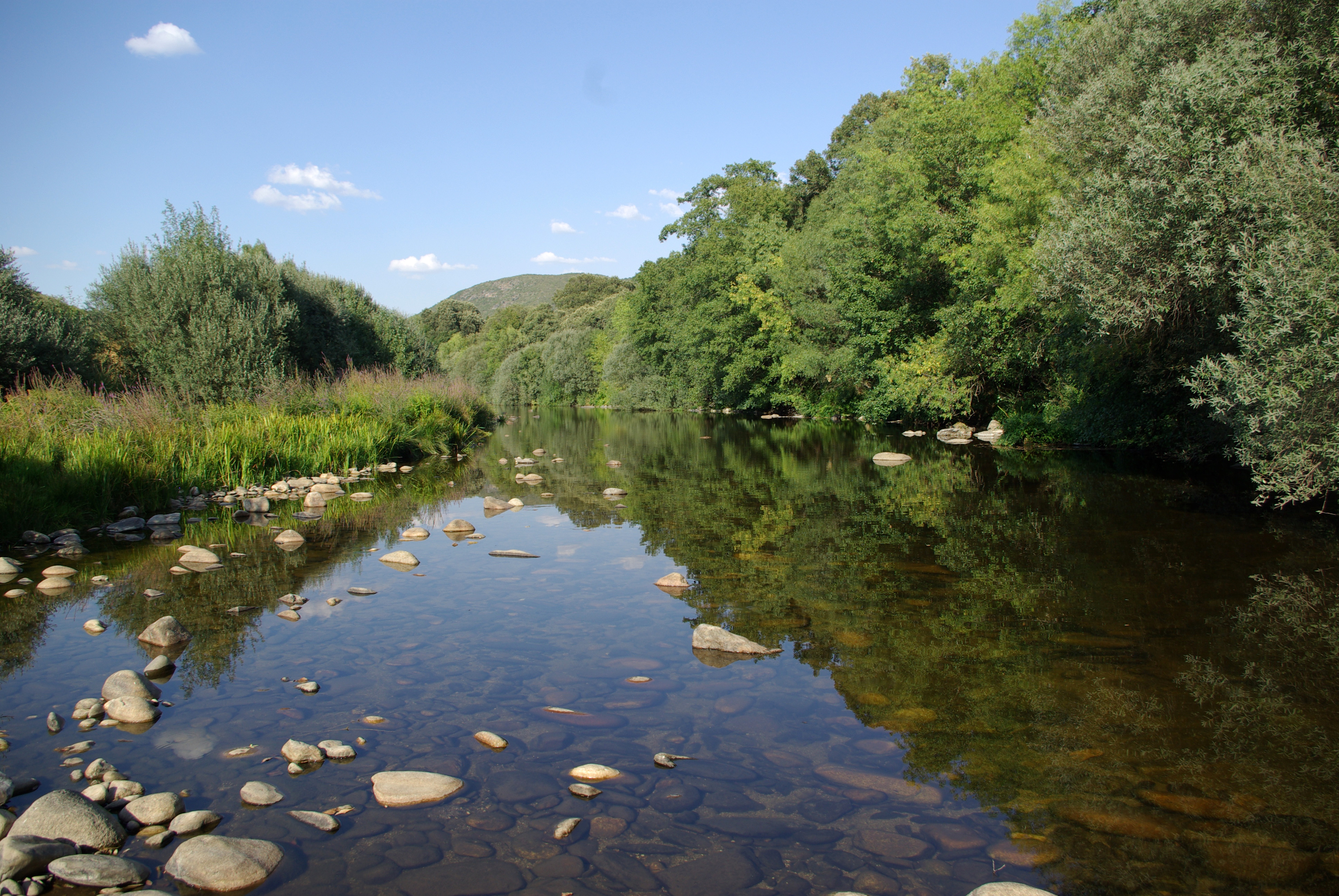
サラマンカ県ソトセラーノ付近

源流はフランシア山地の1060m地点であり、自治体としてはカスティーリャ・イ・レオン州サラマンカ県サラマンカの南40㎞にあるフラデス・デ・シエラにある。アラゴン川は南西に流れ、サン・エステバン・デ・ラ・シエラを通ってからカスティーリャ・イ・レオン州とエストレマドゥーラ州の州境を流れ、巨大なガブリエル・イ・ガラン貯水池に至る。
州境付近は穿入蛇行地形となっており、メアンドロ・デル・メレーロと呼ばれる湾曲部も存在する。エストレマドゥーラ州カセレス県プラセンシアの北西ではバルデオビスポ貯水池がある。アラゴン・デル・リオではプラセンシアを流れるヘルテ川を集め、西に向きを変える。タホ川への合流地点はアルカンタラ貯水池となっている。
アラゴン川はハラマ川などと並ぶタホ川の有力な支流である。タホ川はその後スペイン＝ポルトガル国境を越えてテージョ川と名を変え、ポルトガルの首都リスボンで大西洋に注いでいる。

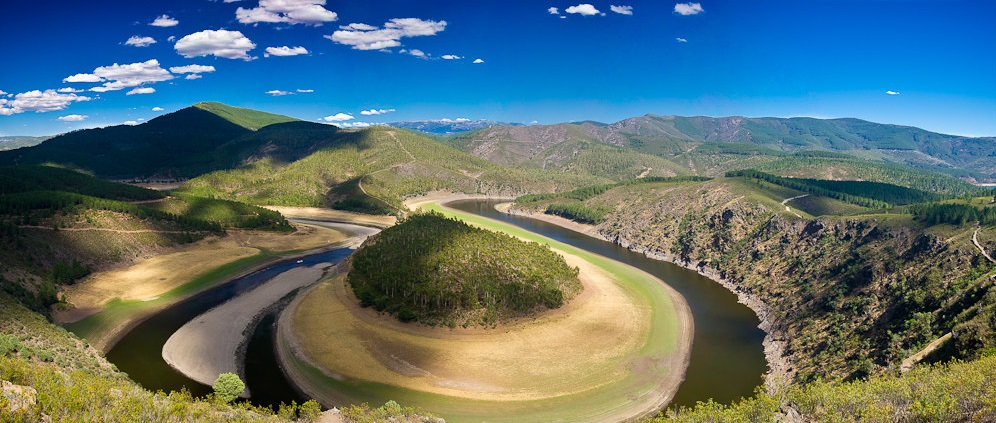
穿入蛇行地形で生じたメアンドロ・デル・メレーロ（座標：）

## 支流
- フランシア川（英語版）
- サングシン川
- クエルポ・デ・オンブレ川（スペイン語版）
- ラ・パーリャ川
- アンヘレス川
- アンブロス川（英語版）
- ヘルテ川（スペイン語版）
- アラゴ川